# Peter Lombarderen
Peter Lombarderen eller Petrus Lombardus (født ca. 1100 i Lumellogno, i nærheden af Novara, Italien, død 21. eller 22. juli 1160 i Paris) var en skolastisk teolog og biskop over Paris. Han er frem for alt kendt for sin antologi over kirkefædrenes lærdom, Sententiæ, og han kaldes derfor også for Magister sententiarum

## Liv
Man formoder at Peter Lombarderen mellem 1095 og 1100 fødtes ind i en fattig familie i Lombardiet. Der savnes ganske vist sikre oplysninger om de første tredive år af hans liv, hvilket omfatter hans oprindelse, sociale baggrund og første undervisning. Det synes troligt at han fik sin uddannelse ved katedralskolerne i Novara og Lucca. Otto, biskoppen af Lucca, og Bernhard af Clairvaux blev hans beskytter, og han kunne derfor forlade Italien og fortsætte sine studier i Reims og Paris. Han ankom til Paris 1136, og frem til 1142 findes der ingen oplysninger om ham, men dette år optræder han som lærer og forfatter. I Paris kom han i kontakt med Peter Abelard og Hugo af Saint-Victor, som var den tids ledende teologer.
Omkring 1145 blev Peter Lombarderen ”magister”, hvilket så nogenlunde svarer til professor, ved katedralskolen i Notre Dame de Paris. Han blev en meget værdsat forelæser, hvilket kan have spillet en rolle da præsterne i Notre Dame tilbød ham optagelse i deres fællesskab. 1144 blev han anerkendt som teolog (som celebrated theologian). Præsterne i Notre Dame var praktisk taget alle enten i slægt med huset Capet, gennem blodsbånd eller ægteskab med en eller anden højere embedsmand, eller tilhørende den frankiske uradel. Dette var ikke tilfældet med Peter Lombarderen. Han havde heller ingen særlige kontakter i Paris. Man plejer derfor frenhæve ham som en for hvem lykkedes at tage sig frem udelukkende på sine akademiske kvaliteter – på trods af gælden til Bernhard af Clairvaux.
Han deltog 1148 ved konciliet i Reims som teologisk ekspert. Efter 1150 blev han diakon, og 1156, eller muligvis 1152, ærkediakon. 1159 blev han udnævnt til biskop over Paris, og blev indviet 28 juli samme år. Hans tid som biskop blev kortvarig idet han døde allerede året efter indsættelsen, den 21. eller 22. juli 1160, og blev begravet i St. Marcellus kirke, hvor hans grav fandtes indtil den blev forstyrret under den franske revolution. Epitafen nævnte at han var blevet berømt for Libri quatuor sententiarum samt glosser over Salmernes Bog og Paulus' breve.

## Værk
Hans mest berømte værk var Libri quatuor sententiarum (De fire bøger med sentenser), sædvanligvis benævnt Sententiæ. Dette var standardværket i teologi ved middelalderens universiteter, fra 1220'erne til 1500-tallet. Der findes intet kristent værk, bortset fra Bibelen, som er mere citeret. Alle middelalderens store tænkere, fra Thomas Aquinas til William af Ockham og Gabriel Biel, blev influeret af det. Også den unge Martin Luther skrev glosser over Sententiæ.
Sententiæ er en antologi over bibelske tekster sammen med relevante uddrag fra kirkefædrene og teologer fra den tidlige middelalder, og dækker hele den kristne teologi. Peter Lombarderens genialitet består i udvalget og sammenkædningen af tekster, systematikken i fremstillingen, og det at han i sit udvalg lader forskellige synsmåder komme til orde. 

De fire bøger omhandler:
- 1. bog: Treenigheden og Guds egenskaber
- 2. bog: Skabelsen, englelæren og læren om mennesket, dvs. syndefald, arvesynd og nåde.
- 3. bog: Læren om Kristus, om dyder og laster og om De ti Bud
- 4. bog: Sakramenterne og eskatologien

Peters kendeste og mest kontroversielle teori i Sententiæ er identifikationen af kristen kærlighed (caritas) med Helligånden (Bog I:17). Ifølge hans teori er kærligheden til Gud og næsten bogstaveligt talt det samme som Gud; mennesket bliver guddommeligt af denne kærlighed, og optages til evigt liv i treenigheden. Skønt teorien aldrig er blevet erklæret for uortodoks, har dog kun få teologer har tilsluttet sig denne synsmåde. Jævnfør dog pave Benedikt 16.:s encyklika Deus Caritas Est (2006).
I Sententiæ fremlægger Peter den teori at ægteskabet er konsensuelt, til forskel fra Gratians analyse. Peter’ tolkning blev gældende i den katolske kirke gennem pave Alexander III.
Noter
1. ↑  Huset Capet, det capetinske dynasti eller capetingerne, afløste det karolinske dynasti på den fransk trone. De styrede Frankrig 987-1328. Efter 1328 nedstammede Frankrigs konger fra de capetinske grene Valois og Bourbon frem til 1848, afbrudt af den franske revolution. I dag regerer capetingerna i Spanien og Luxembourg. ( Fra Capetinger (svensk) )
2. ↑  En glosse er en note eller ordforklaring, der i tekstkritikken anvendes til vanskelige steder i den oprindelige tekst — Se også Gloss (engelsk)
3. ↑  Efter Leif Grane: Kirken i den europæiske middelalder : fra ca. 750-1500. 1999, side 147. DK5=27.14. ISBN 87-12-03393-6
4. ↑  I den engelske Wiki-artikel er formuleringen af dette lidt dunkle punkt: According to this doctrine, when the Christian loves God and neighbor, this love literally is God; he become divine and is taken up into the life of the Trinity.
5. ↑  Konsensuelt: ud fra konsensus, og ikke ud fra fuldbyrdelse (consummated) ? – Engelsk: "... that marriage was consensual (and need not be consummated to be considered perfect, unlike Gratian's analysis)" ( kilde ).

 Der er for få eller ingen kildehenvisninger i denne artikel, hvilket er et problem. Du kan hjælpe ved at angive troværdige kilder til de påstande, som fremføres i artiklen.